# Gustav Jahn (Richter, 1862)

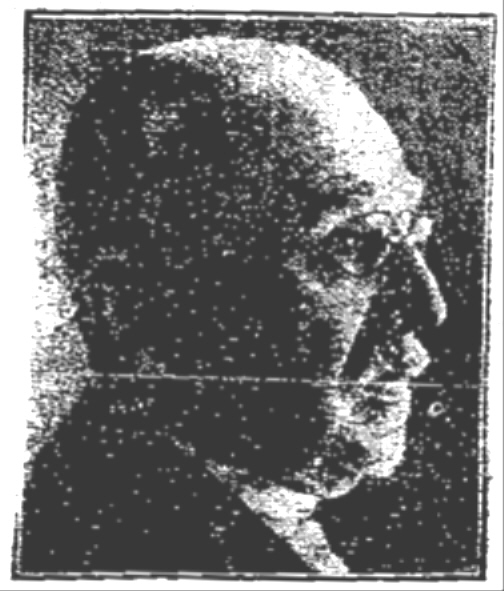
Gustav Jahn

Gustav Jahn (* 26. September 1862 in Neudamm (Neumark); † 9. April 1940 in Berlin) war ein deutscher Richter und erster Präsident des Reichsfinanzhofs.

## Leben
Jahn belegte ein Studium der Rechtswissenschaft, und Staatswissenschaft an der Universität zu Berlin. 1885 wurde er Referendar. 1889 war er als Gerichtsassessor im LG Berlin, 1894 als Amtsrichter in Charlottenburg, 1895 als Hilfsrichter im Kammergericht, 1898 als Richter im LG Berlin, 1899 als Hilfsarbeiter beim Justizministerium Preußen, 1900 als Regierungsrat im Reichsschatzamt beschäftigt. 1903 wurde er Vortragender Rat und Geheimer Regierungsrat, 1907 Geheimer Oberregierungsrat, 1912 Unterstaatssekretär, 1917 Wirklicher Geheimer Rat und Exzellenz. Seine Ernennung zum Präsidenten des Reichsfinanzhofs erfolgte 1918, als mit diesem Gericht ein einheitliches oberstes Gericht für Zölle und andere Abgaben geschaffen wurde. Jahn amtierte bis 1930. Bereits in den ersten Jahren seiner Amtszeit bis 1924 wurde der Reichsfinanzhof um vier weitere auf insgesamt sechs Senate vergrößert.
Verheiratet war er mit Gertrud Ludendorff, der Schwester von Erich Ludendorff. Sie hatten eine gemeinsame Tochter, Anneliese Jahn, verheiratete Anneliese von Tengg-Kobligk (1900–2000). Jahns Enkelin ist die Dokumentarfilm-Produzentin, Autorin und Malerin Irmgard von zur Mühlen.
Nach seiner Amtszeit in München kehrte er etwa 1936 nach Berlin zurück und lebte bis zu seinem Tode in der Charlottenburger Str. 19 in Zehlendorf.
Gustav Jahn starb 1940 im Alter von 77 Jahren in Berlin. Beigesetzt wurde er auf dem Friedhof Zehlendorf. Das Grab ist erhalten.